# Zigui

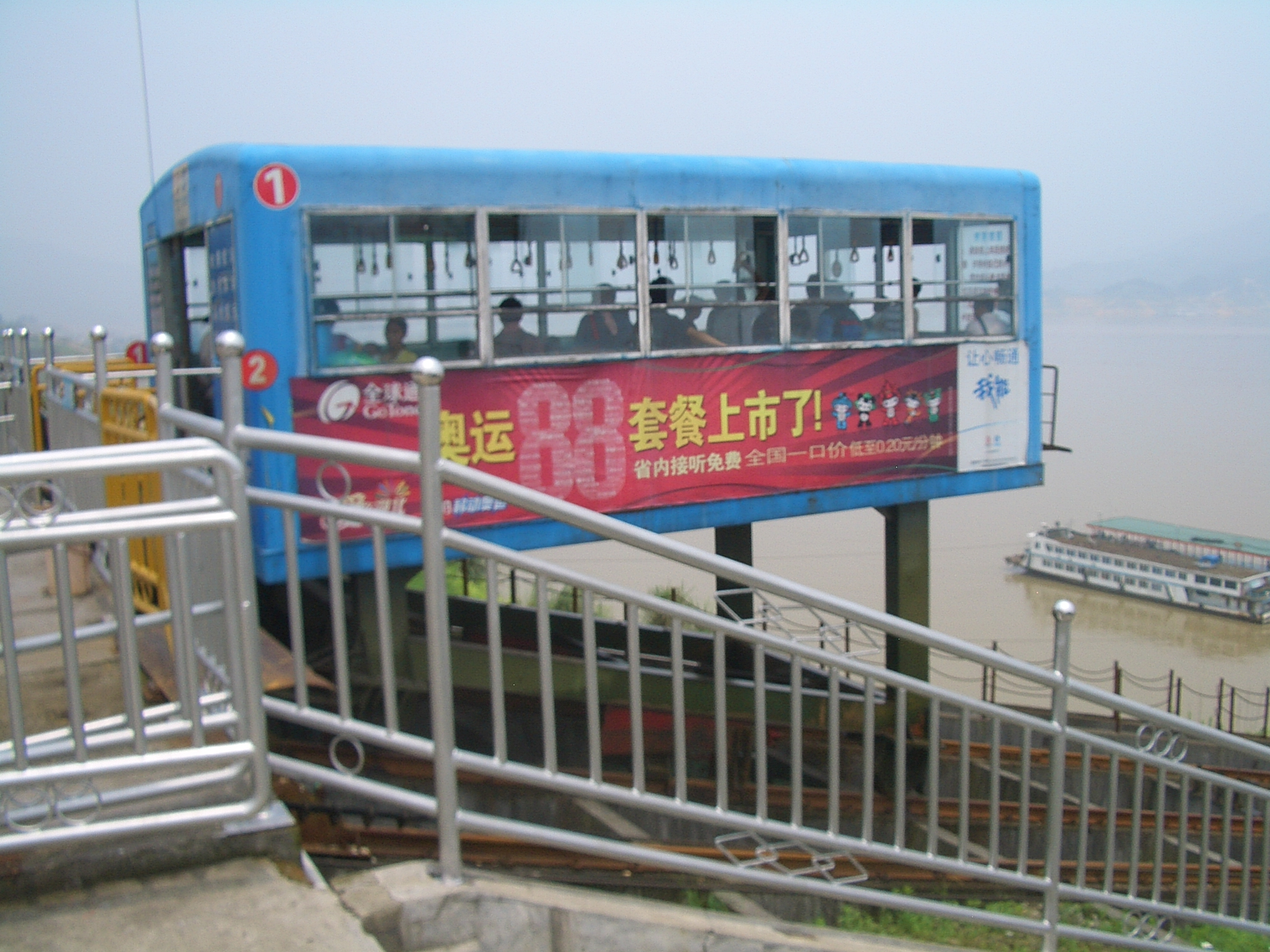
Im Hafen von Maoping

Zigui (chinesisch 秭归县, Pinyin Zǐguī Xiàn) ist ein Kreis der bezirksfreien chinesischen Stadt Yichang in der Provinz Hubei. Er liegt am östlichen Ende der Xiling-Schlucht (西陵峡). Die Anlegestelle von Zigui (姊归港) ist ein beliebtes Ausflugsziel für Touristen, weil man von dort den Drei-Schluchten-Damm betrachten kann. Der Kreis Zigui hat eine Fläche von 2.274 km² und 354.000 Einwohner (Stand: Ende 2019).

## Administrative Gliederung
Auf Gemeindeebene setzt sich der Kreis aus sieben Großgemeinden und fünf Gemeinden zusammen. Diese sind:
- Großgemeinde Maoping (茅坪镇), Sitz der Kreisregierung, Verwaltungszentrum, 206 km², 79.511 Einwohner;
- Großgemeinde Quyuan (屈原镇), 215 km², 21.137 Einwohner;
- Großgemeinde Guizhou (归州镇), 128 km², 29.386 Einwohner;
- Großgemeinde Shazhenxi (沙镇溪镇), 188 km², 38.271 Einwohner;
- Großgemeinde Lianghekou (两河口镇), 269 km², 31.795 Einwohner;
- Großgemeinde Guojiaba (郭家坝镇), 313 km², 53.166 Einwohner;
- Großgemeinde Yanglinqiao (杨林桥镇), 235 km², 28.044 Einwohner;
- Gemeinde Shuitianba (水田坝乡), 224 km², 36.284 Einwohner;
- Gemeinde Xietan (泄滩乡), 145 km², 15.880 Einwohner;
- Gemeinde Meijiahe (梅家河乡), 88 km², 19.589 Einwohner;
- Gemeinde Moping (磨坪乡), 141 km², 12.608 Einwohner;
- Gemeinde Zhouping (周坪乡), 275 km², 25.903 Einwohner.